# Arquidiócesis de Bombay
La arquidiócesis de Bombay (en latín: Archidioecesis Bombayensis y en inglés: Roman Catholic Archdiocese of Bombay) es una circunscripción eclesiástica de la Iglesia católica en India. Se trata de una arquidiócesis latina, sede metropolitana de la provincia eclesiástica de Bombay. Desde el 14 de octubre de 2006 su arzobispo es el cardenal Oswald Gracias.

## Territorio y organización

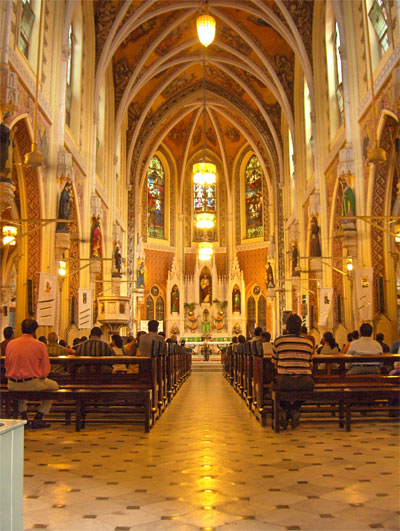
Interior de la Catedral del Santo Nombre, sede de la Archidiócesis de Bombay

La arquidiócesis tiene 9731 km² y extiende su jurisdicción sobre los fieles católicos de rito latino residentes en los distritos del estado de Maharashtra de: Mumbai, Mumbai suburbano, Raigad y Thane.
La sede de la arquidiócesis se encuentra en la ciudad de Bombay (llamada Mumbai desde 1995), en donde se halla la Catedral del Santo Nombre y la basílica de Nuestra Señora del Monte Bandra.
La arquidiócesis tiene como sufragáneas a las diócesis de: Nashik, Poona y Vasai y la eparquía de Kalyan.
En 2020 en la arquidiócesis existían 124 parroquias.

## Historia
El vicariato apostólico de Bijapur, también conocido con los nombres de Idalcan o Decán, fue erigido en 1637 tomando su territorio, en teoría, de la arquidiócesis de Goa (hoy arquidiócesis de Goa y Damán). Fue el primer vicariato apostólico erigido por la Congregación de Propaganda Fide, establecida 15 años antes.
En 1669 asumió el nombre de vicariato apostólico del Gran Mogol.
El 17 de mayo de 1784 cedió una parte de su territorio para la erección de la misión sui iuris de Hindustán (hoy arquidiócesis de Agra).
En 1820 asumió el nombre de vicariato apostólico de Bombay.
El 8 de marzo de 1854 cedió una parte de su territorio para la erección del vicariato apostólico de Poona (hoy diócesis de Poona) mediante el breve Sollicitudo omnium del papa Pío IX.
El 1 de septiembre de 1886 el vicariato apostólico fue elevado al rango de arquidiócesis metropolitana con la bula Humanae salutis del papa León XIII. El 7 de junio de 1887, con el breve Post initam, se estableció la provincia eclesiástica de Bombay, que comprendía una sola sufragánea, la diócesis de Poona.
El 1 de mayo de 1928, con la bula Inter Apostolicam, la diócesis de Damán fue suprimida y parte de su territorio fue incorporado a la arquidiócesis de Bombay.
Posteriormente, en varias ocasiones cedió porciones de territorio para la erección de nuevos distritos eclesiásticos:
- la diócesis de Karachi (hoy arquidiócesis de Karachi) el 20 de mayo de 1948 con la bula Opportunis providentiae del papa Pío XII;[5]
- la diócesis de Ahmedabad el 5 de mayo de 1949 mediante la bula Bombayensis Archidioecesis del papa Pío XII;[6] esta circunscripción desde 1934 constituía una misión sui iuris aunque no fue erigida canónicamente;
- la diócesis de Baroda el 29 de septiembre de 1966 mediante la bula Christi Regnum del papa Pablo VI;[7]
- la eparquía de Kalyan el 30 de abril de 1988 mediante la bula Pro Christifidelibus del papa Juan Pablo II;[8]
- la diócesis de Vasai el 22 de mayo de 1998 mediante la bula Cum ad aeternam del papa Juan Pablo II.[9]

La arquidiócesis continúa manteniendo el nombre eclesiástico de Bombay, aunque la ciudad ha asumido el nombre oficial de Mumbai desde 1995.

## Estadísticas
Según el Anuario Pontificio 2021 la arquidiócesis tenía a fines de 2020 un total de 503 888 fieles bautizados.
| Año                                                                             | Población            | Población  | Población      | Sacerdotes | Sacerdotes    | Sacerdotes    | Bautizados por sacerdote | Diáconos permanentes | Religiosos | Religiosos | Parroquias |
| Año                                                                             | Bautizados católicos | Total      | % de católicos | Total      | Clero secular | Clero regular | Bautizados por sacerdote | Diáconos permanentes | Varones    | Mujeres    | Parroquias |
| ------------------------------------------------------------------------------- | -------------------- | ---------- | -------------- | ---------- | ------------- | ------------- | ------------------------ | -------------------- | ---------- | ---------- | ---------- |
| 1950                                                                            | 209 000              | 10 500 000 | 2.0            | 287        | 167           | 120           | 728                      |                      | 120        | 253        | 86         |
| 1959                                                                            | 298 435              | 10 783 795 | 2.8            | 337        | 195           | 142           | 885                      |                      | 218        | 462        | 85         |
| 1970                                                                            | 400 862              | 6 863 547  | 5.8            | 495        | 272           | 223           | 809                      |                      | 369        | 1015       | 99         |
| 1980                                                                            | 518 486              | 9 703 000  | 5.3            | 538        | 300           | 238           | 963                      |                      | 404        | 1343       | 103        |
| 1990                                                                            | 565 504              | 14 880 000 | 3.8            | 603        | 331           | 272           | 937                      |                      | 410        | 1517       | 122        |
| 1999                                                                            | 544 177              | 14 636 931 | 3.7            | 569        | 306           | 263           | 956                      |                      | 357        | 1412       | 86         |
| 2000                                                                            | 506 648              | 14 661 645 | 3.5            | 556        | 291           | 265           | 911                      |                      | 370        | 1428       | 86         |
| 2001                                                                            | 485 790              | 14 661 645 | 3.3            | 561        | 283           | 278           | 865                      |                      | 364        | 1428       | 114        |
| 2002                                                                            | 491 697              | 14 661 645 | 3.4            | 557        | 286           | 271           | 882                      |                      | 383        | 1435       | 113        |
| 2003                                                                            | 497 850              | 14 955 000 | 3.3            | 565        | 285           | 280           | 881                      |                      | 370        | 1486       | 114        |
| 2004                                                                            | 503 714              | 15 205 000 | 3.3            | 548        | 286           | 262           | 919                      |                      | 358        | 1500       | 116        |
| 2006                                                                            | 506 976              | 19 444 203 | 2.6            | 560        | 277           | 283           | 905                      |                      | 383        | 1530       | 118        |
| 2012                                                                            | 525 017              | 20 399 000 | 2.6            | 594        | 284           | 310           | 883                      | 9                    | 401        | 1587       | 122        |
| 2015                                                                            | 517 001              | 21 204 000 | 2.4            | 605        | 294           | 311           | 854                      | 10                   | 398        | 1616       | 123        |
| 2018                                                                            | 509 794              | 21 901 620 | 2.3            | 613        | 293           | 320           | 831                      | 15                   | 399        | 1605       | 124        |
| 2020                                                                            | 503 888              | 21 928 200 | 2.3            | 604        | 280           | 324           | 834                      | 16                   | 394        | 1563       | 124        |
| Fuente: Catholic-Hierarchy, que a su vez toma los datos del Anuario Pontificio. |                      |            |                |            |               |               |                          |                      |            |            |            |

## Episcopologio

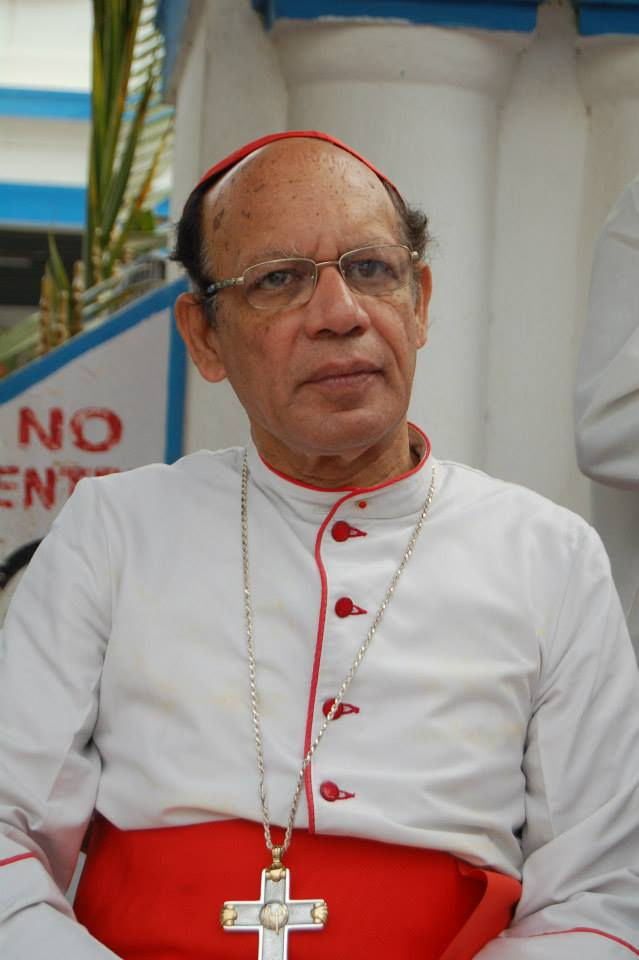
Oswald Gracias, arzobispo actual de Bombay

- Matheus de Castro Mahale, C.O. † (3 de marzo de 1638-1669 falleció)
- Custódio de Pinho † (30 de abril de 1669-16 de enero de 1694 nombrado vicario apostólico de Malabar)
- Ferdinando (Pietro Paolo de San Francesco) De Palma, O.C.D. † (20 de septiembre de 1696-4 de enero de 1700 falleció)
  - Sede vacante (1700-1704)
- Giovanni Maria (Pietro d'Alcántara de Santa Teresa) Leonardi, O.C.D. † (12 de abril de 1704-1707 falleció)
- Antonio (Maurizio di Santa Teresa) Baistrocchi, O.C.D. † (12 de mayo de 1708-15 de mayo de 1726 falleció)
- Pietro d'Alcántara della Santissima Trinità Gagna di Cherasco, O.C.D.[11] † (3 de febrero de 1728-3 de noviembre de 1744 falleció)
- Johann Anton (Innozenz von Maria Opferung) Strattmann, O.C.D.[12] † (19 de enero de 1746-6 de junio de 1753 falleció)
- Michele Antonio (Giovanni Domenico di Santa Chiara) Chiavassa, O.C.D. † (5 de junio de 1756[13] - 25 de enero de 1772 falleció)
- Giorgio Antonio (Carlo di San Corrado) Vareschi, O.C.D. † (15 de mayo de 1773-6 de enero de 1785 falleció)
- Joseph Jakob (Angelin vom heiligen Joseph) Geiselmayer, O.C.D.[14] † (12 de agosto de 1785-12 de julio de 1786 falleció)
- Franz Xavier (Viktor von der heiligen Maria) Schwaiger, O.C.D.[15] † (9 de noviembre de 1787-31 de mayo de 1793 falleció)
- Antonio (Pietro d'Alcántara di San Antonio) Ramazzini, O.C.D. † (3 de junio de 1794-9 de octubre de 1840 falleció)
- Ferdinando (Luigi Maria di Santa Teresa) Fortini, O.C.D. † (9 de octubre de 1840 por sucesión-5 de enero de 1848 falleció)
- William (John Francis of Saint Teresa) Whelan, O.C.D. † (5 de enero de 1848 por sucesión-4 de agosto[16] de 1850 renunció)
- Anastasius Hartmann, O.F.M.Cap. † (8 de marzo de 1854[nota 4] -25 de julio de 1858 renunció)[nota 5]
  - Alexius Canoz, S.I. † (1858-18 de diciembre de 1860) (administrador apostólico)
- Walter Herman Jacobus Steins, S.I. † (18 de diciembre de 1860-11 de enero de 1867 nombrado vicario apostólico de Bengala Occidental)
- Johann Gabriel Léon Louis Meurin, S.I. † (4 de junio de 1867-1886 renunció)[nota 6]
- George Porter, S.I. † (21 de diciembre de 1886-28 de septiembre de 1889 falleció)
- Theodore Dalhoff, S.I. † (6 de diciembre de 1891-12 de mayo de 1906 falleció)
- Hermann Jürgens, S.I. † (28 de mayo de 1907-28 de septiembre de 1916 falleció)
  - Sede vacante (1916-1919)
- Alban Goodier, S.I. † (15 de diciembre de 1919-1 de octubre de 1926 renunció[nota 7])
- Joaquim Lima, S.I. † (4 de mayo de 1928-21 de julio de 1936 falleció)
- Thomas Roberts, S.I. † (12 de agosto de 1937-4 de diciembre de 1950 renunció[nota 8])
- Valerian Gracias † (4 de diciembre de 1950-11 de septiembre de 1978 falleció)
- Simon Ignatius Pimenta † (11 de septiembre de 1978 por sucesión-8 de noviembre de 1996 retirado)
- Ivan Dias † (8 de noviembre de 1996-20 de mayo de 2006 nombrado prefecto de la Congregación para la Evangelización de los Pueblos)
- Oswald Gracias, desde el 14 de octubre de 2006

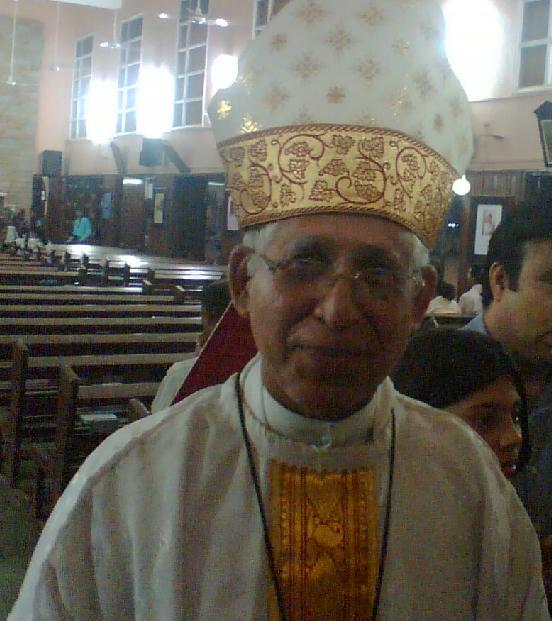
Agnelo Rufino Gracias, obispo auxiliar de la arquidiócesis de Bombay

El arzobispo Oswald Gracias fue nombrado el 14 de octubre de 2006 por el papa Benedicto XVI. Él es también el presidente de Conferencia de Obispos Católicos en India (CCBI) y dirigirá el CCBI delegados para el próximos 12.ª Asamblea General Normal del Sínodo de Obispos.